# معثنة رصاصية
معثنة رصاصية (الاسم العلمي:Compsopogon lividus) هي نوع من النباتات الحمراء تتبع جنس المعثنة من فصيلة المعثنيات.